# Seznam avstralskih tenisačev
Seznam avstralskih tenisačev.

## A
- Monique Adamczak
- Destanee Aiava
- Daphne Akhurst
- Nina Alibalic
- Malcolm Anderson
- Jay Andrijic

## B
- Naiktha Bains
- Matthew Barton
- Ashleigh Barty
- Kimberly Birrell
- Alex Bolt
- Bill Bowrey
- John Bromwich
- Norman Brookes

## C
- Lizette Cabrera
- Pat Cash
- Ashley Cooper
- Margaret Smith Court
- Jack Crawford

## D
- Casey Dellacqua
- Jelena Dokić
- James Duckworth

## E
- Joshua Eagle
- Matthew Ebden
- Mark Edmondson
- Roy Emerson

## F
- Jo-Anne Faull
- Ken Fletcher
- Neale Fraser

## G
- Olivia Gadecki
- Samuel Groth
- Evonne Goolagong
- Chris Guccione

## H
- Paul Hanley
- Andrew Harris
- Lleyton Hewitt
- Rinky Hijikata
- Zoe Hives
- Lew Hoad
- Priscilla Hon
- Harry Hopman
- Lesley Hunt
- Storm Hunter
- Stephen Huss

## I
- Madison Inglis
- Jon Ireland

## J
- Omar Jasika

## K
- Ashley Keir
- Paul Kilderry
- Brydan Klein
- Thanasi Kokkinakis
- Andrew Kratzmann
- Nicole Kriz
- Jason Kubler
- Nick Kyrgios

## L
- Rod Laver
- Thelma Long

## M
- Hana Mandlíková
- John Marks
- Marinko Matosevic
- Ken McGregor
- Peter McNamara
- Paul McNamee
- Rachel McQuillan
- John Millman
- Alex De Minaur
- Alicia Molik
- Blake Mott
- Bradley Mousley

## N
- John Newcombe

## O
- Christopher O'Connell
- Chris O'Neil

## P
- Andrew Painter
- Gerald Patterson
- John Peers
- Ellen Perez
- Mark Philippoussis
- Marc Polmans
- Alexei Popyrin
- Dane Propoggia
- Max Purcell

## Q
- Adrian Quist

## R
- Patrick Rafter
- Kerry Reid
- Matt Reid
- Tony Roche
- Anastasia Rodionova
- Arina Rodionova
- Olivia Rogowska
- Mervyn Rose
- Ken Rosewall

## S
- Storm Sanders
- Akira Santillan
- Daria Saville
- Luke Saville
- Frank Sedgman
- Tristan Schoolkate
- Astra Sharma
- John-Patrick Smith
- Fred Stolle
- Sandon Stolle
- Samantha Stosur
- Rennae Stubbs
- Dane Sweeny

## T
- Jordan Thompson
- Bernard Tomic
- Ajla Tomljanović
- Peter Tramacchi
- Li Tu
- Wendy Turnbull
- Lesley Turner

## V
- Aleksandar Vukic

## W
- Isabelle Wallace
- Andrew Whittington
- Jarmila Wolfe
- Todd Woodbridge
- Mark Woodforde
- Woodies
- Nancye Wynne